# Великодрюкове
Великодрю́кове — село в Україні, у Бобринецькій міській територіальній громаді Кропивницького району Кіровоградської області. Населення становить 15 осіб.

## Історія
Село належало до Бобринецького району до його ліквідації 17 липня 2020 року.

## Населення
Згідно з переписом УРСР 1989 року чисельність наявного населення села становила 43 особи, з яких 17 чоловіків та 26 жінок.
За переписом населення України 2001 року в селі мешкало 15 осіб. 100 % населення вказало своєю рідною мовою українську мову.